# I Korpus Wielkiej Armii

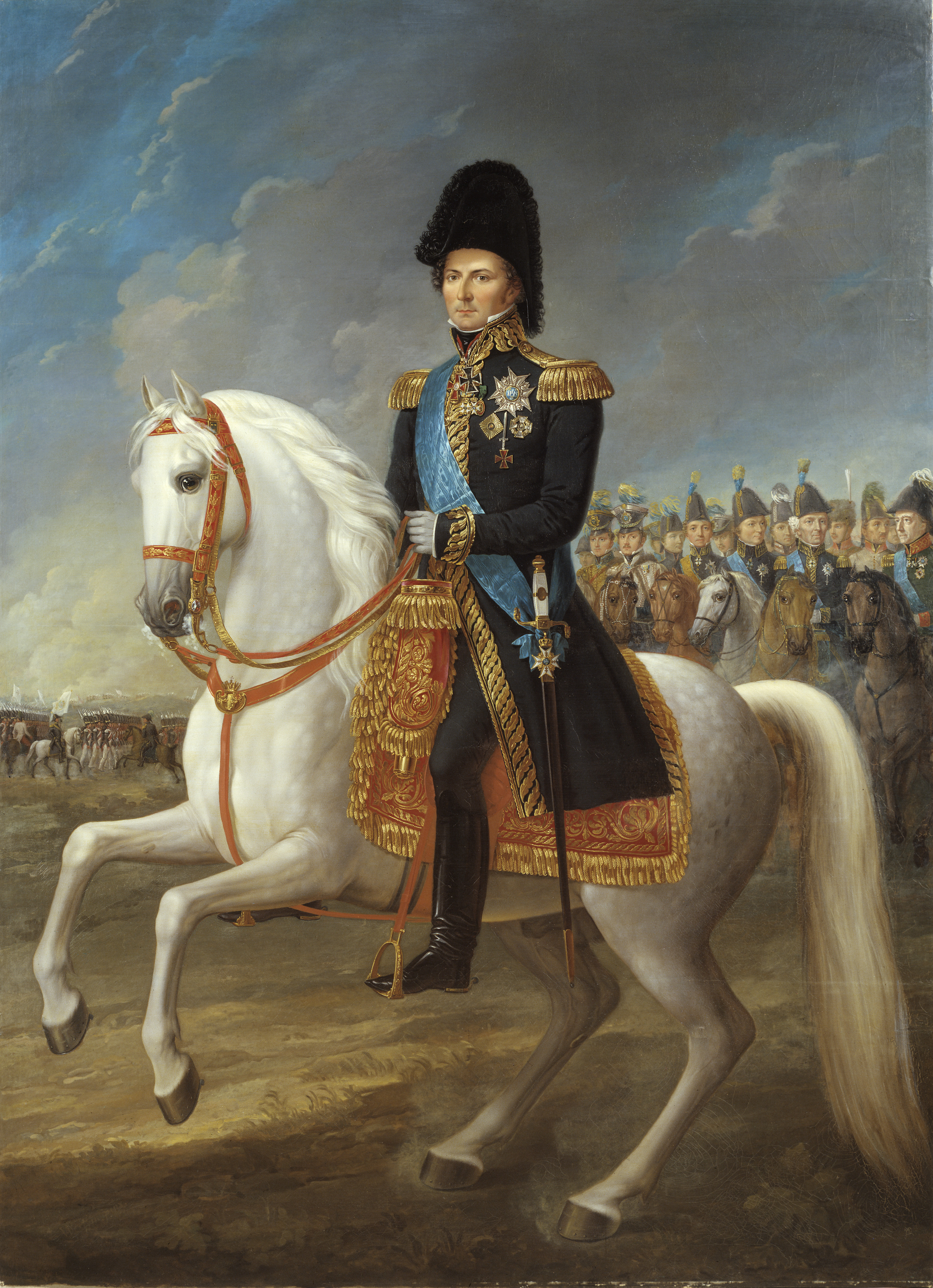
Karol XIV Jan Bernadotte, dowódca I Korpusu WA w 1806

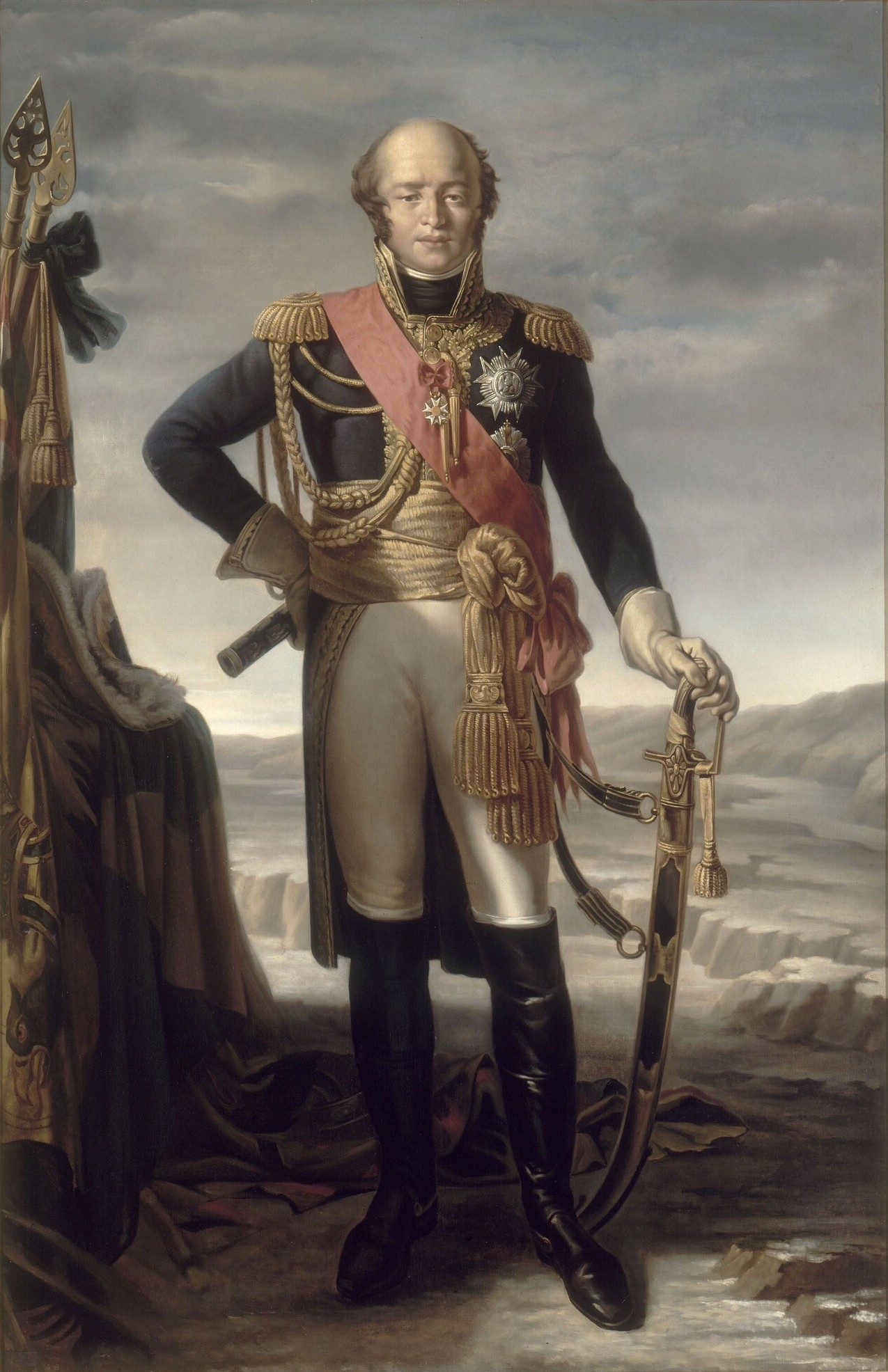
Louis Nicolas Davout, dowódca
I Korpusu Wielkiej Armii w 1812

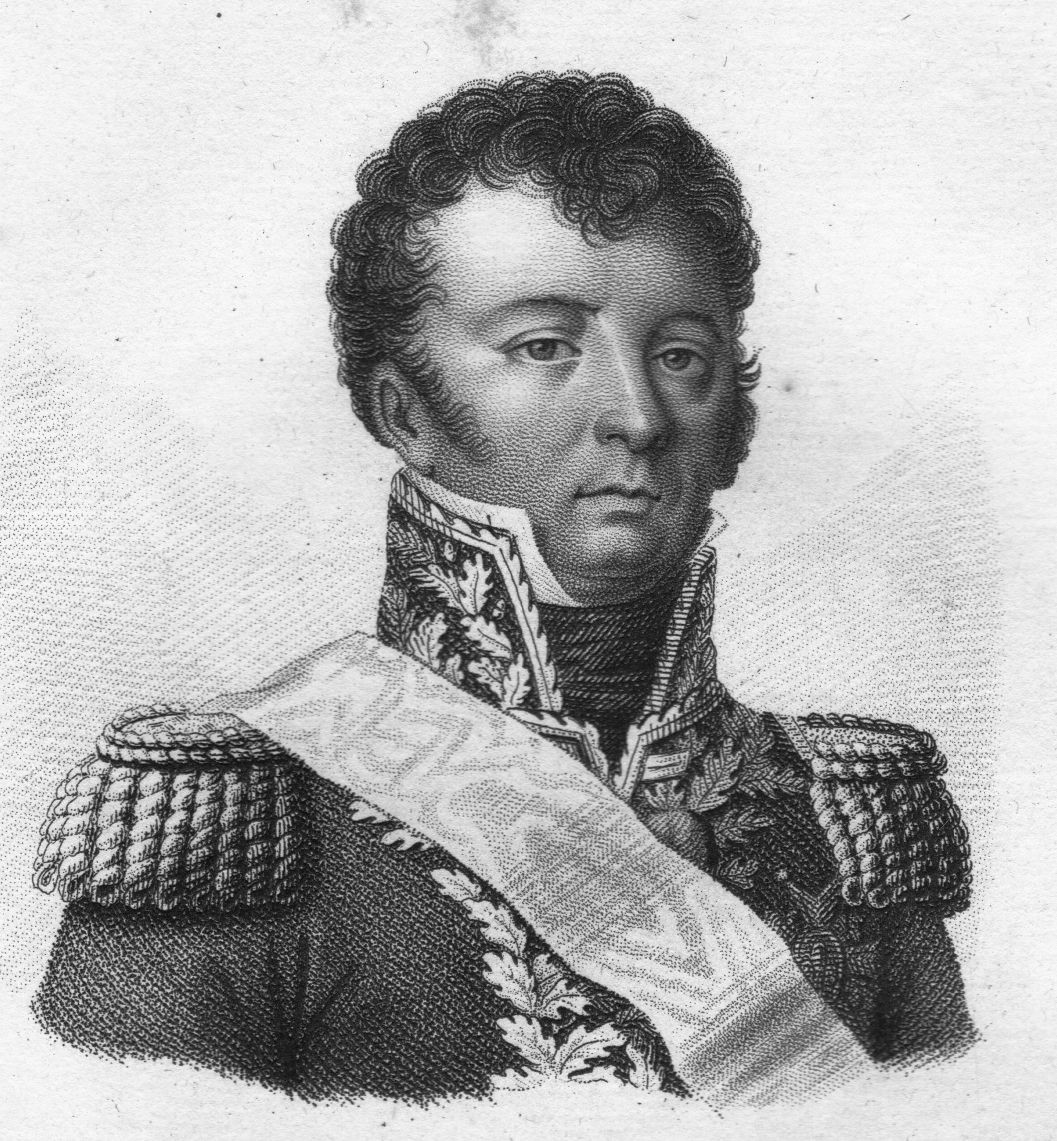
Gen. Dominique Joseph René Vandamme, dowódca I Korpusu Wielkiej Armii w 1813

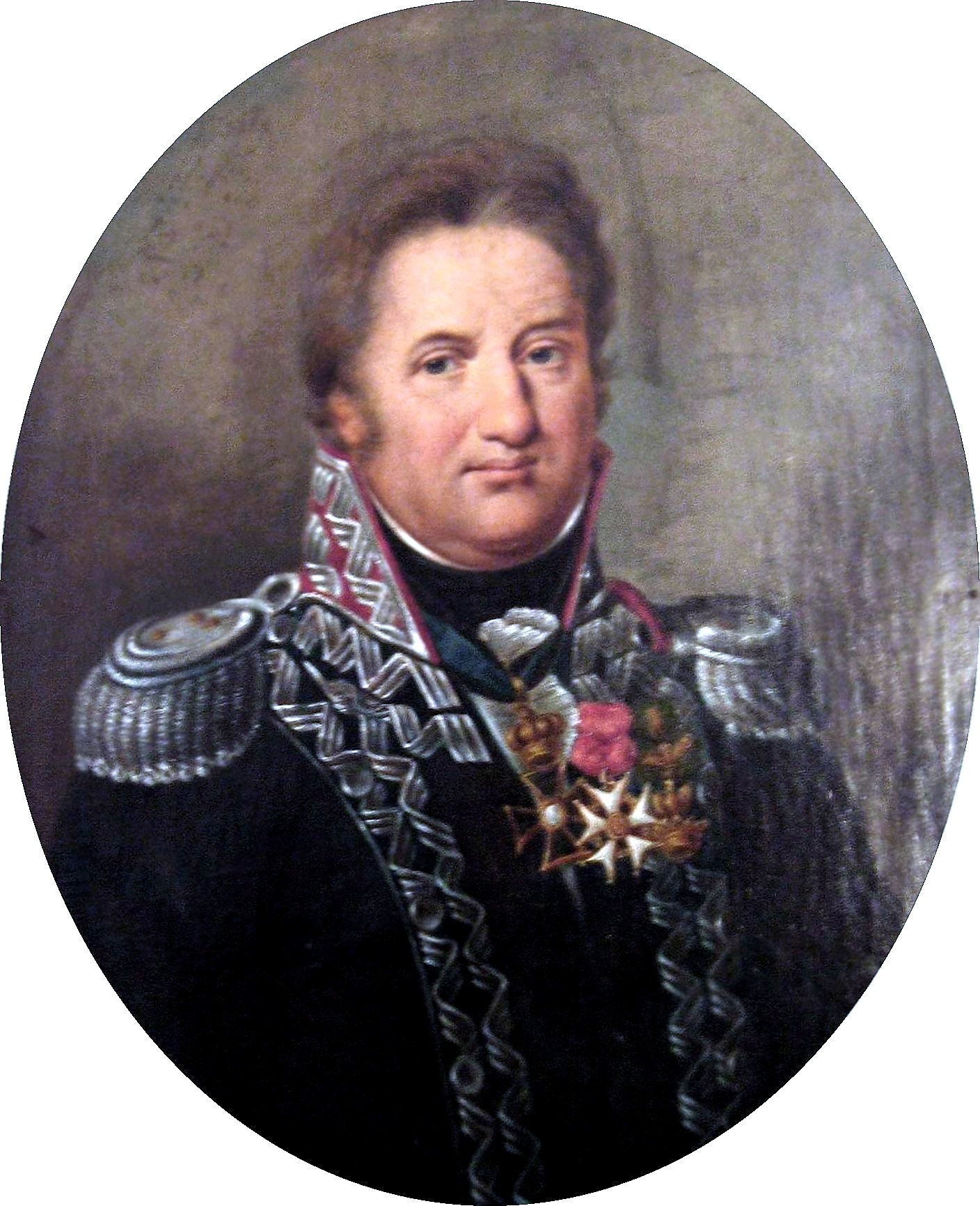
Gen. Jan Henryk Dąbrowski, dowódca dywizji dołączonej
w 1813 do I Korpusu WA

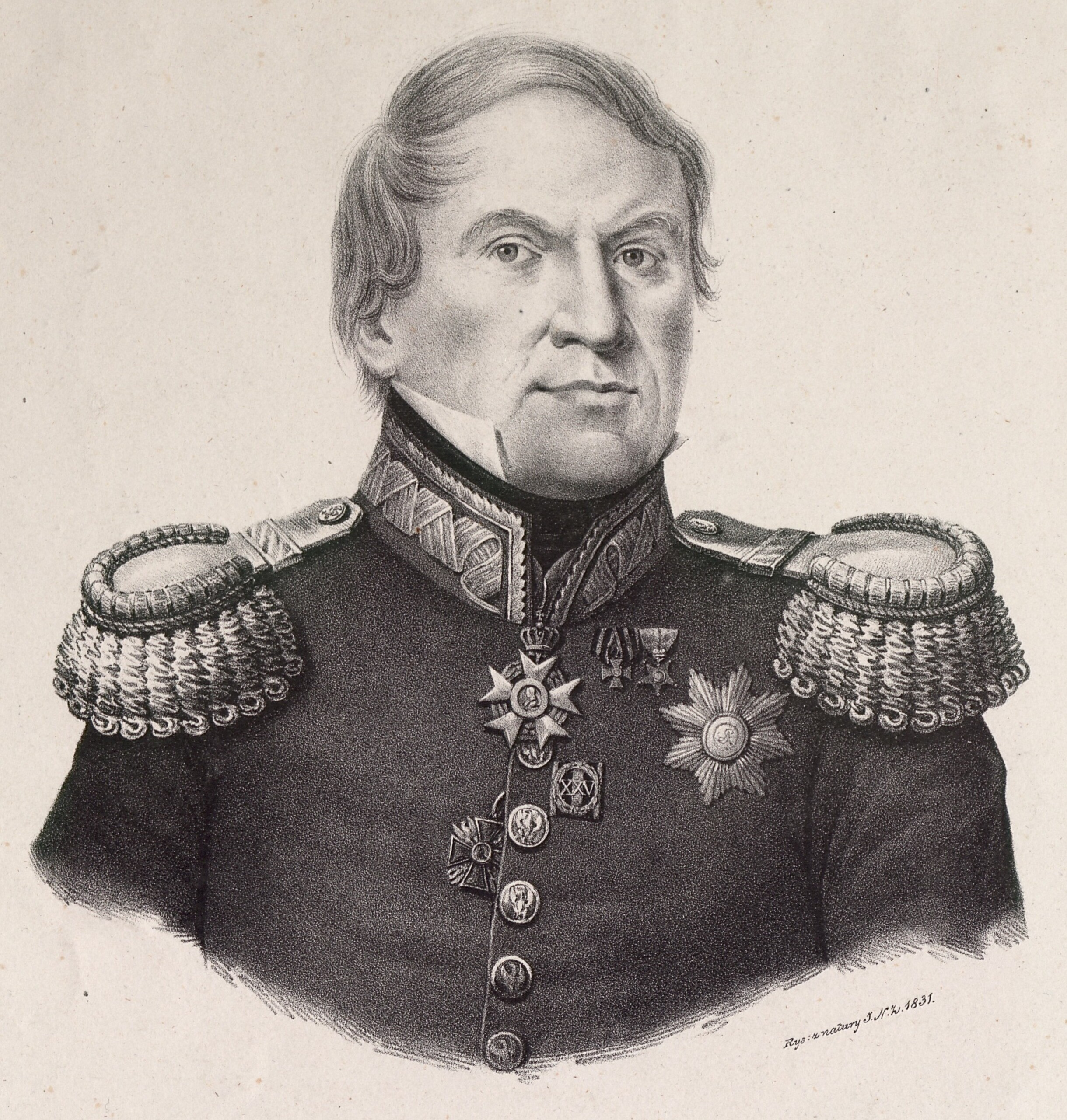
Gen. Jan Krukowiecki

I Korpus Wielkiej Armii – jeden z korpusów Wielkiej Armii I Cesarstwa Francuskiego.

## Skład w bitwie pod Austerlitz 1805
- 1 Dywizja – gen. dyw. Rivauld de la Rafiinière
  - Brygada – gen. bryg. Dumoulin
    - 8 pułk piechoty (3 bataliony)

  - Brygada – gen. bryg. Pacthod
    - 45 pułk piechoty (3 bataliony)
    - 54 pułk piechoty (3 bataliony)
- 2 Dywizja – gen. dyw. Drouet
  - Brygada – gen. bryg. Frere
    - 27 pułk piechoty liniowej (3 bataliony)

  - Brygada – gen. bryg. Werlé
    - 94 pułk piechoty (3 bataliony)
    - 95 pułk piechoty (3 bataliony)

## Kampania pruska 1806
4 października 1806 Wielka Armia wkroczyła do sprzymierzonej z Prusami Saksonii idąc na północny wschód. Podzielona była na korpusy armijne. I Korpus marszałka Jeana Bernadotte'a szedł w centrum, od Bambergu przez Kronach, a razem z nim III Korpus marsz. Louisa Davouta, Korpus Jazdy marsz. Joachima Murata i Gwardia Cesarska dowodzona przez marsz. Jean-Baptiste’a Bessières’a. Miały one przekroczyć rzekę Soławę pod Saalburgiem.

## Początek wojny z Rosją 1812
- dowódca marszałek Louis Nicolas Davout
- 72 000 ludzi
- 150 armat

## Skład w sierpniu 1813
Kwatera główna I Korpusu mieściła się w Budziszynie.
- dowódca – gen. hr. Dominique Vandamme (1770–1830)
- szef sztabu – gen. bryg. Revest
- dowódca artylerii – gen. bryg. Basile Guy Marie Victor Baltus de Pouilly (1766–1845)
- dowódca saperów – szef batalionu Moras

- 1 Dywizja gen. dyw. Armand Philippon (1761–1836)
- 1 Brygada – gen. Étienne François Raymond Pouchelon
  - 7 pułk piechoty lekkiej – płk Jean Vincent Autran
  - 12 pułk piechoty liniowej – płk Henri Aloyse Ignace Baudinot
- 2 Brygada – gen. Raymond Aimery Phillipe Joseph de Fezensac
  - 17 pułk piechoty liniowej – major Desodoards
  - 36 pułk piechoty liniowej – major Sicard
  - dwie baterie piesze
  - oddział wozów artyleryjskich

- 2 Dywizja – gen. dyw. Jean–Baptiste Dumonceau (1760–1821)
- 1 Brygada – gen. Martin François Dunesme
  - 13 pułk piechoty Lekkiej – płk Auguste Cyprien Joseph Quandalle
  - 25 pułk piechoty liniowej – płk Jean Hyachinthe Sebastien Chartrand
- 2 Brygada – gen. Pierre Doucet
  - 51 pułk piechoty liniowej – mjr Charton
  - 57 pułk piechoty liniowej – płk Alexandre Duchesne

- 23 Dywizja – gen. dyw. François Antoine Teste (1775–1862)
- 1 Brygada – gen. Thomas O’Meara
  - 21 pułk piechoty liniowej – mjr Jacques Ricard
  - 33 pułk piechoty liniowej – płk Claude Augustin Maire
- 2 Brygada – Joachim–Jerome Quiot du Passage
  - 85 pułk piechoty liniowej – płk Louis François Coget
  - 55 pułk piechoty liniowej
  - dwie baterie piesze
  - oddział wozów artyleryjskich

- Dywizja gen. dyw. Jana Henryka Dąbrowskiego dołączona do Korpusu
  - 2 pułk piechoty – płk Józef Szymanowski
  - 14 pułk piechoty – płk Feliks Grotowski
- Kawaleria – gen. Jan Krukowiecki (1772–1850)
  - 2 pułk ułanów – mjr Franciszek Ksawery Kossecki (1778–1857)
  - 4 pułk strzelców konnych – płk Kostanecki

- Brygada Lekkiej Kawalerii – gen. Martin Charles Gobrecht (1772–1845)
  - 9 pułk szwoleżerów francuskich
  - szaserzy anhaldzcy
  - rezerwa i tabor korpusu – dwie baterie piesze, dwie baterie konne, dwie kompanie saperów, oddziały wozów artyleryjskich i ekwipunku